# Rhododendron ponticum subsp. baeticum
Rhododendron ponticum subsp. baeticum é uma subespécie de planta com flor pertencente à família Ericaceae. 
A autoridade científica da subespécie é (Boiss. & Reut.) Hand.-Mazz., tendo sido publicada em Ann. Naturhist. Mus. Wien 23: 53 (1909).
O seu nome comum é rododendro.

## Portugal
Trata-se de uma subespécie presente no território português, nomeadamente em Portugal Continental.
Em termos de naturalidade é endémica da Península Ibérica.

## Protecção
Não se encontra protegida por legislação portuguesa ou da Comunidade Europeia.